# وود اند (بيدفوردشير)
وود اند (بالإنجليزية: Wood End, Bedfordshire)‏ هي قرية تقع في المملكة المتحدة في شرق انجلترا.